# Báo điện tử
Báo trực tuyến, báo điện tử, báo mạng hay tin tức trực tuyến là loại hình báo viết được xây dựng theo hình thức một trang web và phát hành dựa trên nền tảng Internet. Báo điện tử được tòa soạn điện tử xuất bản, còn người đọc báo dựa trên máy tính, thiết bị cá nhân như máy tính bảng, điện thoại di động trung cao cấp,... có kết nối internet.
Khác với một trang web nói chung hay trang thông tin điện tử, báo trực tuyến cập nhật thường xuyên tin tức, đặc biệt là đăng "tin tức thời" hay "tin giật gân" (Breaking news). Báo điện tử cho phép mọi người trên khắp thế giới tiếp cận tin tức nhanh chóng không phụ thuộc vào không gian và thời gian. Sự phát triển của Báo điện tử đã làm thay đổi thói quen đọc tin và ít nhiều có ảnh hưởng đến việc phát triển báo giấy truyền thống .